# ماتوسینوس
شهر ماتوسینوس (به پرتغالی: Matosinhos) در ماتوسینوس در کشور پرتغال واقع شده‌است. جمعیت این شهر ۴۷٬۷۰۳ نفر است. در تاریخ ۲۸ ژوئن ۱۹۸۴ به عنوان شهر شناخته شد.